# ピーター・フォンダ
ピーター・フォンダ（Peter Fonda, 1940年2月23日 - 2019年8月16日）は、アメリカ合衆国ニューヨーク州出身の俳優。父は名優ヘンリー・フォンダ、姉は女優ジェーン・フォンダであり、芸能一家で育つ。娘のブリジット・フォンダも女優として活躍している。

## 略歴
幼い頃、母親の自殺が原因で父ヘンリー・フォンダと不和となり、生涯しこりを残したといわれている。大学時代から演劇活動を本格化させ、卒業と同時にブロードウェイに進出する。1963年『タミーとドクター』で映画デビューを果たし、清純で一本気な青年役のキャラクターで売り出すも、商業主義の作品に嫌悪感を抱く。さらに、自らが想い描く俳優像とは異なるエリート青年役が続いたことに疲弊し、次第にドラッグに耽溺するようになった。そんなピーターの様子に興味を抱いたロジャー・コーマンは、1966年に自らが率いるアメリカン・インターナショナル・ピクチャーズ（AIP）製作で実在するヘルズ・エンジェルスの生態を描いた低予算映画『ザ･ワイルド・エンジェルス』（共演ナンシー・シナトラ、ブルース・ダーン）に主演させる。当初は西海岸のみのヒットだったものの、次第に全米規模の大ヒットへとつながった。翌67年にピーターは『白昼の幻想』（共演はアクターズ・スタジオの創設者リー・ストラスバーグの娘であるスーザン・ストラスバーグ）でデニス・ホッパーとジャック・ニコルソンと出会って意気投合し、これが映画『イージー・ライダー』への布石となる。

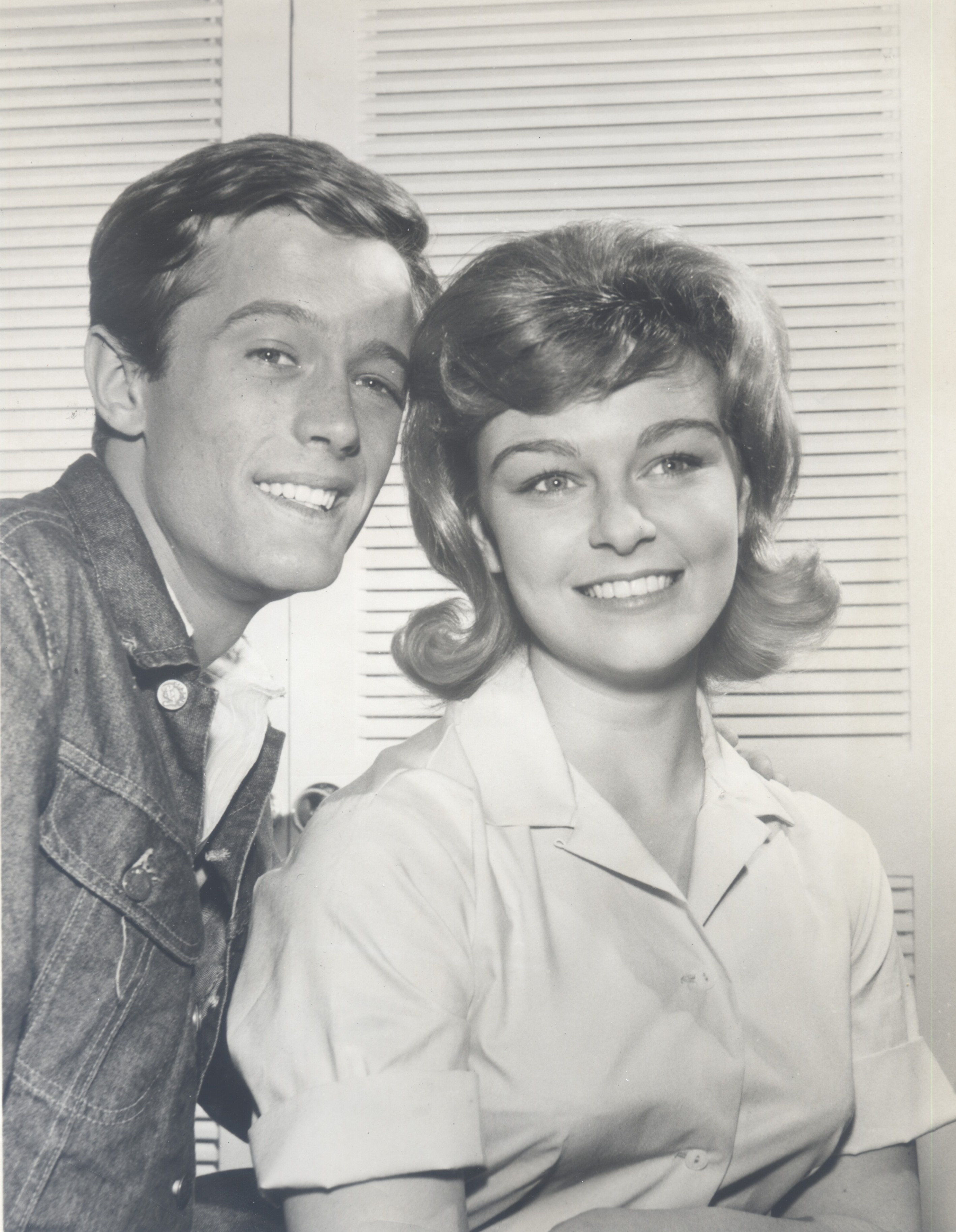
1962年デビュー当時、パティ・マコーマックとの宣伝写真

1960年代後半、映画界に巻き起こったアメリカン・ニューシネマ（ニュー・ハリウッド）のブームに乗って、自らも映画製作会社を立ち上げ、低予算映画をいくつも量産した。そのうちの一つがインディーズ・ムービーのバイブルとも呼ばれ、カルト的な支持を得ることとなってゆく、1969年の『イージー・ライダー』であった。同作は『俺たちに明日はない』と並んで、ニュー・シネマの代表作品と見られた。彼はこの成功によって一躍アメリカン・ニューシネマの旗手となった。なお、デニス・ホッパーは後に共和党支持者になっている。
71年には『さすらいのカウボーイ』73年には『アイダホ・トランスファー』に出演した。そして74年には人気作品『ダーティ・メリー/クレイジー・ラリー』を発表した。日本では70年代後半以降は注目されなくなってしまったが、アメリカでは地道に俳優活動を継続した。90年代は、娘のブリジットが女優として活躍した。
1990年代末頃にはフォンダはカムバックした俳優と見られるようになった。1997年『木洩れ日の中で』での老養蜂家を演じてゴールデングローブ賞 主演男優賞 (ドラマ部門) を受賞。アカデミー主演男優賞にもノミネートされ、受賞こそならなかったが久々に賞賛を浴びた。ちなみにフォンダを破りオスカーを手にしたのが、奇しくもかつての旧友であり『イージー・ライダー』でともにかけ上がった仲のジャック・ニコルソン（『恋愛小説家』）であった。ニコルソンはスピーチで「昔のバイク仲間のフォンダ」と声をかけ、フォンダもこれに応えたというエピソードが知られる。
晩年もテレビ、映画を中心に出演した。俳優としてだけでなくプロデューサー、脚本家、監督として多方面に活躍をし続ける一方で、「華美なハリウッド嫌い」をあくまで貫くように、モンタナ州の田舎でひっそりと暮らしていた。
父ヘンリーとの共演作に自ら監督した1979年『グランドキャニオンの黄金』、姉ジェーンとは1967年のオムニバスのヨーロッパ映画『世にも怪奇な物語』、娘ブリジットとは1993年『恋愛の法則』でそれぞれ共演している他、日本映画にも主演している。
2019年8月16日、カリフォルニア州ロサンゼルスの自宅で肺がんによる呼吸不全のため死去した。

## 人物と思想

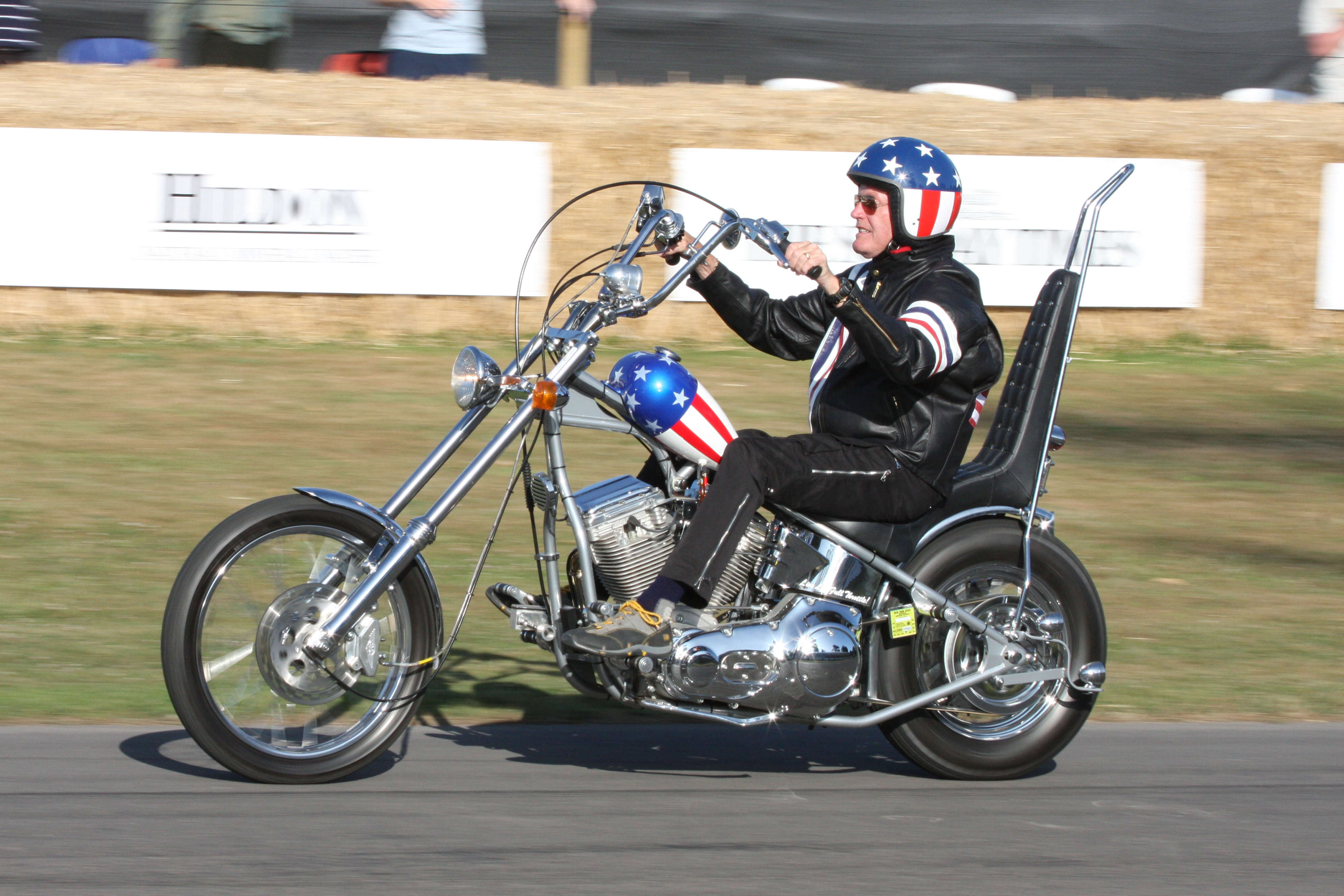
映画『イージー・ライダー』を再現したバイクを運転（2009年）

リベラルな姿勢は、1960年代当時から変わらなかった。2011年にフォンダはティム・ロビンスとともに『ビッグ・フィックス』というドキュメンタリー映画を制作した。この映画はディープ・ウォーター・ホライズンにおける油流出事件についてBPの責任を追及する作品だった。ピーター・フォンダはバラク・オバマ大統領に手紙も書いている。ティム・ロビンスはスーザン・サランドンらとともに、俳優の中でも特にリベラル、左派と目されている俳優である。またドナルド・トランプによるメキシコ国境における母親と子供を引き離す鎖国政策を激しく非難した。
趣味はバイクで、若い頃には自らバイクを作ってしまったという。イージー・ライダーではハーレー・ダヴィッドソンに乗車した。日本のバイクでは北米・欧州向けモデルの1000ccバイクだけが欲しいと答えていた（『だいじょうぶマイ・フレンド』公開前の雑誌インタビューより）。また、スイスの時計スウォッチのコレクターでもある。

## 主な出演作品

### 映画
| 公開年 | 邦題 原題                                                         | 役名                               | 備考                                                                                           |
| ------ | ----------------------------------------------------------------- | ---------------------------------- | ---------------------------------------------------------------------------------------------- |
| 1963   | タミーとドクター Tammy and the Doctor                             | マーク・チェスウィック博士         |                                                                                                |
| 1963   | 勝利者 The Victors                                                | ウィーヴァー                       |                                                                                                |
| 1964   | リリス Lilith                                                     | スティーブン                       |                                                                                                |
| 1964   | 若い恋人たち The Young Lovers                                     | エディ                             |                                                                                                |
| 1966   | ワイルド・エンジェル The Wild Angels                              | ヘブンリー・ブルース               |                                                                                                |
| 1967   | 白昼の幻想 The Trip                                               | ポール・グローヴス                 |                                                                                                |
| 1968   | 世にも怪奇な物語 Histoires extraordinaires                        | ウィルヘルム男爵                   | オムニバス映画 第1話 「黒馬の哭く館」                                                          |
| 1969   | イージー・ライダー Easy Rider                                     | ワイアット                         | 脚本・出演・製作                                                                               |
| 1971   | さすらいのカウボーイ The Hired Hand                               | ハリー・コリングス                 | 監督・出演                                                                                     |
| 1971   | ラスト・ムービー The Last Movie                                   | 若い保安官                         |                                                                                                |
| 1973   | ふたり Two People                                                 | エヴァン・ボナー                   |                                                                                                |
| 1974   | ダーティ・メリー/クレイジー・ラリー Dirty Mary Crazy Larry        | ラリー                             |                                                                                                |
| 1974   | ダーティハンター Open Season                                      | ケン                               |                                                                                                |
| 1975   | 悪魔の追跡 Race with the Devil                                    | ロジャー・マーシュ                 |                                                                                                |
| 1976   | ダイヤモンドの犬たち Killer Force                                 | ブラッドリー                       |                                                                                                |
| 1976   | 未来世界 Futureworld                                              | チャック・ブローニング             |                                                                                                |
| 1967   | 怒りの山河 Fighting Mad                                           | トム・ハンター                     |                                                                                                |
| 1977   | アウトローブルース Outlaw Blues                                   | ボビー                             |                                                                                                |
| 1977   | ハイローリング High-Ballin'                                       | レイン                             |                                                                                                |
| 1979   | グランドキャニオンの黄金 Wanda Nevada                             | Beaudray Demerille                 | 監督・出演                                                                                     |
| 1980   | タワー・ジャック The Hostage Tower                                | マイク・グラハム                   | テレビ映画                                                                                     |
| 1981   | キャノンボール The Cannonball Run                                 | チーフ・バイカー                   | カメオ出演                                                                                     |
| 1982   | スプリット・イメージ/人格分離 Split Image                         | カークランダー                     |                                                                                                |
| 1983   | だいじょうぶマイ・フレンド                                        | ゴンジー・トロイメライ             | 日本映画                                                                                       |
| 1983   | ジャングル・ヒート Dance of the Dwarfs                            | ハリー                             |                                                                                                |
| 1983   | スパズムス/蛇霊の恐怖 Spasms                                      | トム・ブラシリアン博士             |                                                                                                |
| 1985   | 生きる証し A Reason to Live                                       | ガス・スチュアート                 | テレビ映画                                                                                     |
| 1985   | 暴力天使 Certain Fury                                             | ロドニー                           |                                                                                                |
| 1988   | 勇者の大地/フリーダム・ファイター Mercenary Fighters              | ヴィレリ                           |                                                                                                |
| 1990   | デッドロック/ベトナム死の掟 Fatal Mission                         | ケン・アンドリュース               |                                                                                                |
| 1991   | ファミリー・エキスプレス Family Express                           | ニック                             |                                                                                                |
| 1993   | 恋愛の法則 Bodies, Rest & Motion                                  | ライダー                           |                                                                                                |
| 1993   | レイジングシティ/野獣捜査線 South Beach                           | ジェイク                           |                                                                                                |
| 1993   | プロフェッショナル Deadfall                                       | ピート                             |                                                                                                |
| 1994   | レニー・ゼルウィガーの 危険な天使 Love and a .45                  | Vergil Cheatham                    |                                                                                                |
| 1994   | ナディア Nadja                                                    | ドラキュラ伯爵／ヴァン・ヘルシング |                                                                                                |
| 1996   | エスケープ・フロム・L.A. Escape from L.A.                         | パイプライン                       |                                                                                                |
| 1996   | グレイス・オブ・マイ・ハート Grace of My Heart                    | グル・デイヴ                       | 声の出演                                                                                       |
| 1997   | 木洩れ日の中で Ulee's Gold                                        | ウリー・ジャクソン                 | ゴールデングローブ賞 主演男優賞 (ドラマ部門) 受賞 ニューヨーク映画批評家協会賞 主演男優賞 受賞 |
| 1998   | テンペスト The Tempest                                            | ギデオン・プロスパー               | テレビ映画                                                                                     |
| 1999   | イギリスから来た男 The Limey                                      | テリー・ヴァレンタイン             |                                                                                                |
| 2000   | ワイルド ガン South of Heaven, West of Hell                       | Shoshonee Bill                     |                                                                                                |
| 2000   | きかんしゃトーマス 魔法の線路 Thomas and the Magic Railroad       | バーネット・ストーン               |                                                                                                |
| 2000   | 氷の誘惑 Second Skin                                              | マーヴ・ガットマン                 |                                                                                                |
| 2002   | ララミー・プロジェクト The Laramie Project                        | Doctor Cantway                     | テレビ映画                                                                                     |
| 2004   | ワシントンDCの陰謀 Capital City                                   | ブリッジウォーター大統領           | テレビ映画                                                                                     |
| 2004   | サラ、いつわりの祈り The Heart Is Deceitful Above All Things      | 祖父                               |                                                                                                |
| 2005   | スーパーノヴァ Supernova                                          | オースティン・シェパード博士       | テレビ映画                                                                                     |
| 2007   | ゴーストライダー Ghost Rider                                      | メフィストフェレス                 |                                                                                                |
| 2007   | 団塊ボーイズ Wild Hogs                                            | ダミエン・ブレイド                 |                                                                                                |
| 2007   | 3時10分、決断のとき 3:10 to Yuma                                  | バイロン・マッケルロイ             |                                                                                                |
| 2008   | センター・オブ・ジ・アース Journey to the Center of the Earth     | エドワード・デニソン               | テレビ映画                                                                                     |
| 2009   | 処刑人II The Boondock Saints II: All Saints Day                   | ローマ人                           |                                                                                                |
| 2011   | ダメ男がモテる本当の理由 The Trouble with Bliss                   | シーモア・ブリス                   |                                                                                                |
| 2013   | あしたの家族のつくり方 As Cool as I Am                            | ジェラルド                         |                                                                                                |
| 2013   | ユージュアル・ネイバー The Harvest                                | 祖父                               |                                                                                                |
| 2015   | コンテンダー The Runner                                           | レイン・プライス                   |                                                                                                |
| 2017   | アメリカで最も嫌われた女性 The Most Hated Woman in America        | ボブ・ハリントン牧師               |                                                                                                |
| 2017   | ワイルド・ウエスト 復讐のバラード The Ballad of Lefty Brown       | エドワード・ジョンソン             |                                                                                                |
| 2018   | ディア・グランパ 幸せを拾った日 Boundaries                        | ジョーイ                           |                                                                                                |
| 2019   | ラスト・フル・メジャー 知られざる英雄の真実 The Last Full Measure | ジミー・バー                       | 遺作                                                                                           |

### テレビシリーズ
| 放映年 | 邦題 原題                                  | 役名                 | 備考                                                              |
| ------ | ------------------------------------------ | -------------------- | ----------------------------------------------------------------- |
| 2007   | ER緊急救命室 ER                            | ピアース・タナー     | 第14シーズン第10話「300人の患者」                                 |
| 2009   | カリフォルニケーション Californication     | 本人                 | 第3シーズン第7話「大事な話...」                                   |
| 2011   | CSI:ニューヨーク CSI: NY                   | ビル・ハント         | 第7シーズン第20話「絡み合う糸」 第7シーズン第21話「17年目の真実」 |
| 2011   | HAWAII FIVE-0 Hawaii Five-0                | ジェシー・ビリングス | 第2シーズン第4話「海に眠る宝」                                    |
| 2015   | THE BLACKLIST/ブラックリスト The Blacklist | ジェフ・パール       | 第2シーズン第6話「モンバサ・カルテル」                            |

### コンピューターゲーム
- グランド・セフト・オート・サンアンドレアス(2004年)　トゥルース役